# Manabendra Shah
Manabendra Shah (Tehri, 26 maggio 1921 – Nuova Delhi, 5 gennaio 2007) è stato un principe, politico e diplomatico indiano.
Fu Maharaja di Garhwal dal 1946 al 1949.

## Biografia
Figlio del maharaja Narendra Shah, nacque a Tehri il 26 maggio 1921. Alla morte del padre gli succedette al trono di Garhwal, nel 1946. In gioventù aveva studiato al Government College di Lahore e all'accademia militare di Dehradun (Uttaranchal).
Il suo regno fu piuttosto breve dal momento che nel 1949 lo stato fu abolito ed entrò a far parte della repubblica indiana dal 1º agosto 1949. Ottenne il grado onorifico di tenente colonnello dell'esercito imperiale britannico in India.
Manabendra Shah si candidò come deputato e fu eletto alla Lok Sabha indiana nella II, III, IV, X, XI, XII, XIII e XIV legislatura. Rappresentò la costituente di Tehri Garhwal nell'Uttarakhand e fu membro dell'Indian National Congress prima di aderire al partito Bharatiya Jan Sangh e poi al Bharatiya Janata Party (BJP). Fu uno dei parlamentari indiani che restarono in carica per più tempo. Fu inoltre ambasciatore indiano in Irlanda dal 1980 al 1983. Sua nuora, Mala Rajya Laxmi Shah, fu eletta parlamentare al Lok Sabha per la sua stessa sede nel 2012.
Morì a Nuova Delhi nel 2007.

## Onorificenze

### Posizioni militari onorarie
| Forza militare      | Unità    | Posizione          | Anno |
| ------------------- | -------- | ------------------ | ---- |
| British Indian Army | Esercito | Tenente colonnello | 1946 |